# أوغسطين هرنانديز نافارو
أوغسطين هرنانديز نافارو (بالإسبانية: Agustín Hernández Navarro)‏ هو نحات ومهندس معماري ورسام مكسيكي، ولد في 29 فبراير 1924 في مدينة مكسيكو في المكسيك.